# Tenuipalpus jamaicensis
Tenuipalpus jamaicensis är en spindeldjursart som beskrevs av De Leon 1965. Tenuipalpus jamaicensis ingår i släktet Tenuipalpus och familjen Tenuipalpidae. Inga underarter finns listade i Catalogue of Life.